# Geodia sagitta
Espèce
Geodia sagitta est une espèce d'éponges de la famille des Geodiidae présente dans l'océan Pacifique sud au large de la Nouvelle-Zélande.

## Taxonomie
L'espèce est décrite en 2015 par les spongiologues Carina Sim-Smith (d) et Michelle Kelly (d),.

### Étymologie
Son épithète spécifique vient du latin sagitta qui signifie flèche, en référence à la forme de flèche de ses anatriaenes.

### Publication originale
- (en) Carina Sim-Smith et Michelle Kelly, « The Marine Fauna of New Zealand: Sponges in the family Geodiidae (Demospongiae; Astrophorina) », NIWA Biodiversity Memoir, vol. 128,‎ 2015, p. 1-102 (ISSN 1174-0043, e-ISSN 2463-638X, lire en ligne, consulté le 25 mars 2025).

## Description
Geodia sagitta est une espèce de moyenne dimension, qui grandit autour des branches de coraux, dont l'holotype a une taille de 70x60x50 mm, dure en surface et légèrement compressible à l'intérieur, de couleur beige dans l'éthanol.

## Répartition
L'espèce est présente dans la marge Hikurangi, une zone de subduction située au nord-est de la Nouvelle-Zélande, dans une profondeur allant de 635 à 640 m,.